# Klaus Wagner (équitation)
Pour les articles homonymes, voir Klaus Wagner.
Klaus Wagner (né le 16 janvier 1922 à Knauthain, mort le 16 août 2001 à Neindorf) est un cavalier allemand de concours complet.

## Carrière
Klaus Wagner commence à participer aux Jeux olympiques lorsque la compétition est réservée aux militaires
Aux Jeux Olympiques de 1952 à Helsinki, Klaus Wagner prend la cinquième place dans l'épreuve individuelle sur Dachs. Dans la compétition par équipes, les Suédois gagnent devant l'équipe allemande composée de Wilhelm Büsing, Klaus Wagner et Otto Rothe.
Deux ans plus tard, l'équipe allemande composée de Büsing, Wagner et August Lütke-Westhues prend la deuxième place derrière les Britanniques au Championnat d'Europe à Bâle.
Aux Jeux Olympiques d'été de 1956 à Stockholm, Wagner prend la 21e place au classement par équipe sur Prinzess. Avec August Lütke-Westhues et Otto Rothe, il remporte la médaille d'argent au classement par équipe derrière les Britanniques. 
Aux Jeux Olympiques d'été de 1960 à Rome, il est disqualifié dans l'épreuve individuelle. Après qu'Ottokar Pohlmann et Wagner abandonnent, l'équipe allemande est disqualifiée.
Aux Jeux olympiques de 1968 à Mexico, Wagner et Abdulla prennent la 24e place au classement individuel. L'équipe allemande composée de Horst Karsten et Jochen Mehrdorf atteint la cinquième place.
Wagner est propriétaire foncier en Basse-Saxe près de Wolfenbüttel et également éleveur de chevaux.